# Államreform Bizottság (2014–2018)
Az Államreform Bizottság  a harmadik Orbán-kormány által 2014-ben kormányhatározattal létrehozott kormánybizottság. A Kormány Az „Államreform II. – a bürokráciacsökkentés programja” elnevezésű program végrehajtásáért felelős miniszterként a Miniszterelnökséget vezető minisztert jelölte ki. A Kormány a program egyes intézkedéseinek tudományos és társadalmi megalapozására javaslattevő, véleményező és tanácsadói tevékenység elvégzésére létrehozza és működteti az Államreform Bizottságot.
A negyedik Orbán-kormány 1378/2018. (VIII. 13.) Korm. határozata értelmében 2018. augusztus 14-én (a határozat közzétételét követő napon) megszűnt az Államreform Bizottság.

## Az Államreform II. - a bürokráciacsökkentés programja
A  Kormány áttekintette az „Államreform II. – a  bürokráciacsökkentés programja” egyes intézkedéseit és megállapította, hogy egyetért
- a) az állami humántőke reformjával, így
  - aa) a fegyveres szervek tagjaira vonatkozó életpályamodell kidolgozásával és bevezetésével;
  - ab) az  állami szférában foglalkoztatottak létszámának – az  ellátott állami feladatok függvényében történő – intézményi szintű felülvizsgálatával, majd a  tapasztalatok alapján közszolgálati életpályamodell kidolgozásával és bevezetésével;
  - ac) a személyi szakmai átjárhatóság megteremtésével, általános ügyintézési képességgel bíró személyi állomány kialakításával;
  - ad) a Nemzeti Közszolgálati Egyetem államtudományi felsőoktatási intézménnyé történő átalakításával;
- b) az állami szolgáltatások reformjával;
- c) az állami ügyintézés reformjával, így különösen
  - ca) a  kormányablakok – mint az  állam és polgárai közötti találkozási pont – országos hálózatának kiépítésével;
  - cb) az  állampolgárok és a  vállalkozások széles körét terhelő fizetési kötelezettségeket keletkeztető adminisztratív terhek radikális egyszerűsítésével vagy megszüntetésével;
  - cc) az új közbeszerzési irányelveknek megfelelő elektronikus közbeszerzési rendszer kialakításával;
  - cd) az európai uniós források felhasználási rendjének újraszabályozásával;
- d) a területi közigazgatás átalakításának folytatásával, így
  - da) a szakigazgatási szervek működési és szervezeti kereteinek hatékonyabbá tételével;
  - db) a  kormányhivatali szervezetrendszeren kívül eső területi államigazgatási szervek – ide nem értve a rendvédelmi és adóigazgatási szerveket – kormányhivatalokba történő integrálásával;
- e) a jogszabályok deregulációs célú felülvizsgálatával.[4]

## Elnöke és tagjai
A Kormány felkérte Patyi Andrást, a Nemzeti Közszolgálati Egyetem rektorát a Bizottság elnöki feladatainak ellátására.

A Bizottság tagjait a Miniszterelnökséget vezető miniszter kéri fel.

A Bizottság elnöke és tagjai a Bizottságban végzett tevékenységükért tiszteletdíjban nem részesülnek.

### Az Államreform Bizottság tagjai
1.Lázár János Miniszterelnökséget vezető miniszter

2. Pintér Sándor belügyminiszter

3. Varga Mihály nemzetgazdasági miniszter

4. Balog Zoltán emberi erőforrások minisztere

5. Trócsányi László igazságügyi miniszter

6. Kovács Zoltán területi közigazgatásért felelős államtitkár, Miniszterelnökség

7. Domokos László elnök, Állami Számvevőszék

8. Vukovich Gabriella elnök, Központi Statisztikai Hivatal

9. Dancsó József elnök, Magyar Államkincstár

10. Naszvadi György volt államtitkár

11. Parragh László elnök, Magyar Kereskedelmi és Iparkamara

12. Kovács Árpád elnök, Költségvetési Tanács

13. Jávor András elnök, Magyar Kormánytisztviselői Kar

14. Füredi Károly nyugalmazott államtitkár

## A Bizottság működése
A Bizottság az ügyrendjét maga állapítja meg.
 Feladatai ellátása során jogosult – személyes adatnak nem minősülő, működésével összefüggő – információt kérni a hatáskörrel rendelkező szervezetektől.
A Bizottság elnöke a Bizottságon belül munkacsoportot hozhat létre.
A  Bizottság működésével kapcsolatos döntés-előkészítési, ügyviteli és titkársági feladatokat a  Miniszterelnökség közigazgatási államtitkára látja el.